# Powiat Calw
Powiat Calw (niem. Landkreis Calw) – powiat w Niemczech, w  kraju związkowym Badenia-Wirtembergia, w rejencji Karlsruhe, w regionie Nordschwarzwald. Stolicą powiatu jest miasto Calw. Sąsiaduje z powiatami: Rastatt, Karlsruhe, Enz, Pforzheim, Böblingen, Tybinga i Freudenstadt

## Podział administracyjny
W skład powiatu Calw wchodzi:
- dziesięć gmin miejskich (Stadt)
- 15 gmin wiejskich (Gemeinde)
- sześć wspólnot administracyjnych (Vereinbarte Verwaltungsgemeinschaft)
- dwa związki gmin (Gemeindeverwaltungsverband)

Miasta:
| Lp. | Nazwa miasta           | Ludność (31.12.2010) | Powierzchnia km² |
| --- | ---------------------- | -------------------- | ---------------- |
| 1   | Altensteig             | 10.846               | 53,22            |
| 2   | Bad Herrenalb          | 7.330                | 33,03            |
| 3   | Bad Liebenzell         | 9.313                | 33,80            |
| 4   | Bad Teinach-Zavelstein | 2.953                | 25,10            |
| 5   | Bad Wildbad            | 10.521               | 105,26           |
| 6   | Calw                   | 23.230               | 59,88            |
| 7   | Haiterbach             | 5.700                | 28,92            |
| 8   | Nagold                 | 22.542               | 63,09            |
| 9   | Neubulach              | 5.532                | 24,69            |
| 10  | Wildberg               | 9.889                | 56,68            |

Gminy wiejskie:
| Lp. | Nazwa gminy      | Ludność (31.12.2010) | Powierzchnia km² |
| --- | ---------------- | -------------------- | ---------------- |
| 1   | Althengstett     | 7.885                | 19,16            |
| 2   | Dobel            | 2.251                | 18,43            |
| 3   | Ebhausen         | 4.755                | 24,56            |
| 4   | Egenhausen       | 1.913                | 10,01            |
| 5   | Enzklösterle     | 1.186                | 20,20            |
| 6   | Gechingen        | 3.774                | 14,68            |
| 7   | Höfen an der Enz | 1.651                | 9,08             |
| 8   | Neuweiler        | 3.112                | 51,30            |
| 9   | Oberreichenbach  | 2.810                | 35,99            |
| 10  | Ostelsheim       | 2.439                | 9,23             |
| 11  | Rohrdorf         | 1.909                | 3,93             |
| 12  | Schömberg        | 8.521                | 37,22            |
| 13  | Simmersfeld      | 2.148                | 44,18            |
| 14  | Simmozheim       | 2.814                | 9,50             |
| 15  | Unterreichenbach | 2.247                | 6,30             |

Wspólnoty administracyjne:
| Lp. | Nazwa wspólnoty administracyjnej | Ludność (31.12.2010) | Powierzchnia km² | Liczba gmin |
| --- | -------------------------------- | -------------------- | ---------------- | ----------- |
| 1   | Altensteig                       | 14.907               | 107,40           | 3           |
| 2   | Bad Herrenalb                    | 9.581                | 51,46            | 2           |
| 3   | Bad Liebenzell                   | 11.560               | 40,10            | 2           |
| 4   | Bad Wildbad                      | 13.658               | 134,54           | 3           |
| 5   | Calw                             | 26.040               | 63,48            | 2           |
| 6   | Nagold                           | 34.906               | 120,50           | 4           |

Związki gmin:
| Lp. | Nazwa związku gmin | Ludność (31.12.2010) | Powierzchnia km² | Liczba gmin |
| --- | ------------------ | -------------------- | ---------------- | ----------- |
| 1   | Althengstett       | 16.912               | 52,57            | 4           |
| 2   | Teinachtal         | 11.597               | 101,09           | 3           |